# Saito Kazuki (1996)
Saito Kazuki (sinh ngày 26 tháng 7 năm 1996) là một cầu thủ bóng đá người Nhật Bản.

## Sự nghiệp câu lạc bộ
Saito Kazuki hiện đang chơi cho Kataller Toyama.